# One for My Baby (and One More for the Road)
One for My Baby (and One More for the Road), littéralement Un pour mon bébé (et un de plus pour la route), est une chanson populaire américaine écrite par Harold Arlen et Johnny Mercer pour le film L'Aventure inoubliable (The Sky's the Limit, 1943) d'Edward Griffith, avec Fred Astaire.
Cette chanson sera popularisée par le célèbre chanteur Frank Sinatra qui l'enregistra à diverses reprises durant sa carrière, à commencer avec Columbia Records en 1947, pour la bande sonore du film Young At Heart en 1954, pour Frank Sinatra Sings for Only the Lonely en 1958, pour Sinatra & Sextet: Live in Paris en 1962, pour Sinatra at the Sands en 1966 et finalement pour son album Duets en 1993.

## Interprétation
Une célèbre interprétation de la chanson fut celle de Bette Midler, chantée pour Johnny Carson lors de l'avant-dernière de l'émission The Tonight Show Starring Johnny Carson. Elle remporta un Emmy Award en 1992 (Prix Outstanding Individual Performance in a Variety or Music Program). Les paroles furent adaptées pour l'occasion.

## Reprises
De nombreuses reprises de cette chanson furent réalisées dont celles de :
- Perry Como - 3:45 - disponible sur So Smooth
- Billie Holiday - 5:42 - disponible sur The Complete Billie Holiday on Verve 1945-1959
- Ella Fitzgerald - 4:18 - disponible sur Ella Fitzgerald Sings Songs from Let No Man Write My Epitaph
- Etta James - 3:27 - disponible sur The Essential Etta James
- Frank Sinatra - 3:07 (1947) - disponible sur The Essential Frank Sinatra: The Columbia Years
- Frank Sinatra - 4:05 (1954) - disponible dans la bande sonore du film Young At Heart; available on The Capitol Years box set
- Frank Sinatra - 4:23 (1958) - disponible sur Frank Sinatra Sings for Only the Lonely
- Frank Sinatra - 4:40 (1966) (version en direct) - disponible sur Sinatra at the Sands
- Paul Anka - 3:49 (1960) (version live) - disponible sur Anka At The Copa. Il s'agit d'une version humouristique et "adolescente" de la chanson
- Frank Stallone - 4:31 - disponible sur Soft And Low
- Frankie Laine - 3:39 - disponible sur The Legend at His Best
- Fred Astaire - 4:59 - disponible sur Somewhere Over the Rainbow: The Golden Age of Hollywood Musicals et Hollywood's Best: The 40's
- Harold Arlen - 4:15 - disponible sur Too Marvelous For Words: Capitol Sings Johnny Mercer
- Iggy Pop - 4:05 - disponible sur Party
- Iggy Pop - 6:04 (version en direct) - disponible sur Heroin Hates You
- Johnny Mercer - 3.09 - disponible sur Capitol Collector's Series
- Johnny Mercer - 3:58 - disponible sur My Huckleberry Friend
- Julie London - 4.10 - disponible sur Your Number Please
- Laura Fygi - 5:59 (version en direct) - Available on Laura Fygi's Tunes of Passion
- Lena Horne - 3:24 - disponible sur Bluebird's Best: The Young Star
- Linda Eder - 4:23 - disponible sur It's No Secret Anymore
- Lou Rawls - 4:25 - disponible sur You're Good To Me et Great Gentlemen of Song: Spotlight on Lou Rawls
- Marlene Dietrich - 4:07 - disponible sur Love Songs
- Marvin Gaye - 4:30 - disponible sur Moods of Marvin Gaye
- Nana Mouskouri - 3:15 - disponible sur I'll remember you
- Rosemary Clooney - 3:50 - disponible sur Ballad Essentials
- Jula de Palma - 3:24 - disponible sur Jula in Jazz 2
- Tony Bennett - 3:26 - disponible sur Perfectly Frank also a 1957 chart single
- Willie Nelson - 2:36 - disponible sur Willie & Leon: One For the Road
- Robbie Williams - 4:18 - disponible sur Swing When You're Winning
- Bette Midler - 4:06 - disponible sur Experience The Divine: Greatest Hits (1993)
- Hugh Laurie - 4:00 - disponible sur Didn't it Rain (2013)

## Au cinéma et à la télévision
- Jane Russell interprète cette chanson dans le film Le Paradis des mauvais garçons (1952) de Josef von Sternberg et Nicholas Ray.
- Dans l'épisode Quatre d'entre nous sont mourants de la série La Quatrième Dimension, une femme chante un morceau de cette chanson.
- Dianne Reeves chante cette chanson dans le générique de fin du film Good Night and Good Luck de George Clooney.
- Un air de piano de cette chanson apparait comme musique de fond d'un bar dans le film Invincible.
- Dans le film La Femme aux cigarettes (1948), avec Richard Widmark, Ida Lupino et Cornel Wilde. Lupino y interprétait une pianiste, chantant One for My Baby and One More for the Road.
- Dans le film Blade Runner 2049 de Denis Villeneuve, un hologramme de Frank Sinatra interprète cette chanson.